# Aman (film, 1967)
Pour les articles homonymes, voir Aman.
Aman est un film pacifiste indien réalisé par Mohan Kumar en 1967. Il met en vedette Rajendra Kumar (it), Saira Banu, Balraj Sahni et Chetan Anand dans les rôles principaux.
Le film présente également une apparition rare du célèbre lauréat britannique du prix Nobel Bertrand Russell. Le film a été tourné en Angleterre et au Japon.

## Synopsis
Meloda (Saira Banu) qui a fait ses études en Inde, parle hindi, bien qu'elle soit japonaise. Le Dr Gautamdas (Rajendra Kumar) est un médecin formé au Royaume-Uni qui se porte volontaire pour se rendre au Japon pour aider à faire face à l'horreur des séquelles des radiations d'Hiroshima et de Nagasaki. Ils se rencontrent au Japon et l'inévitable se produit lorsque le héros rencontre l'héroïne. Lord Bertrand Russell, à Londres, donne à Gautam ses bénédictions et ses meilleurs vœux pour son voyage au Japon. Russell, un penseur pacifiste et anti-guerre (qui apparaît dans un rôle de caméo), donne le ton de ce film de 1967. À son arrivée au Japon, le Dr Gautamdas assume un rôle dans un hôpital dirigé par le père de Meloda, le Dr Akhira (Chetan Anand). Le scénario nous emmène à travers les souffrances dures et parfois sanglantes endurées par les victimes des radiations, comme un rappel brutal des dommages à long terme causés par les armes atomiques. Lorsqu'un groupe de pêcheurs est exposé aux radiations des essais nucléaires français dans le Pacifique, le Dr Gautamdas organise un sauvetage audacieux pour aider à sauver les pêcheurs. Combattant des éléments en colère, le Dr Gautamdas aide les pêcheurs à survivre, sauvant chacun d'entre eux - mais à quel prix ?  Vu dans le contexte des relations indo-japonaises, à commencer par l'arrivée du bouddhisme au Japon, la formation de la société indo-japonaise en 1905 et le soutien du Japon à l'INA de Subhash Chandra Bose, ce film prend un sens au-delà d'une histoire d'amour. C'est un cri contre les horreurs des armes atomiques, les dommages durables qu'elles infligent et le martyre pour une cause.

## Distribution
- Rajendra Kumar (it) : Dr Gautamdas
- Saira Banu : Meloda
- Om Prakash : Hurato
- Balraj Sahni : le père de Gautamdas
- Jagjit Singh (caméo)[2]
- Bertrand Russell (caméo)
- Chetan Anand : Dr Akhira, le père de Meloda
- Naseeruddin Shah : figurant dans une foule

## Bande sonore
La musique a été composée par Shankar Jaikishan,.